# Rachele Botti Binda
Rachele Botti Binda (Cremona, 1858 – Cremona, 1933) è stata una scrittrice italiana.

## Biografia
Appartenente ad una famiglia garibaldina (il padre Luigi Binda rimase ferito nella difesa di Roma nel 1849), studente di musica ed allieva di Amilcare Ponchielli, dopo il matrimonio e la maternità, si dedicò alla letteratura. La sua poesia, di sensibilità e contenuto tardo romantico, trovò estimatori nel petrarchista Pierre de Nohlac, in Carmen Sylva (la regina Maria di Romania) ed in Raoul Heyse, che ne effettuò anche traduzioni in tedesco.
Collaborò a La Donna ed al Bollettino dell'Unione Femminile.

## Opere
- Versi, Firenze, 1893
- Nuovi versi, Firenze, 1895
- Nella vita e nel sogno, Rocca San Casciano, 1898
- Verso il cielo, Milano, 1898
- Muliers, Milano, 1899
- Usque dum vivam et ultra, Bologna, 1901
- Scene e figure, Milano, 1906
- Scelta di liriche, Bergamo, 1935